# Manfred Sakel
Manfred Joshua Sakel (* 6. Juni 1900 in Nadwirna, Österreich-Ungarn; † 2. Dezember 1957 in New York) war ein polnischer Arzt und Erfinder der Insulinschocktherapie. Er war ein Onkel des US-amerikanischen Psychoanalytikers Otto Kernberg.

## Leben
Sakel wurde in der jüdischen Gemeinde von Nadwirna in Ungarn-Österreich geboren. Er behauptete, ein direkter Nachkomme von Maimonides, einem Rabbiner, Arzt und Philosoph des 12. Jahrhunderts, zu sein. Nach dem Medizinstudium in Brünn und Wien ging Sakel 1927 nach Berlin. Nach einigen Monaten als Assistenzarzt am Urbankrankenhaus arbeitete Sakel in einem Privatsanatorium von Kurt Mendel in Lichterfelde. Hier behandelte er vor allem morphiumsüchtige Schauspieler, Künstler und Ärzte. Bei einer abhängigen Diabetikerin wurde durch eine Überdosis Insulin versehentlich eine leichte Hypoglykämie ausgelöst. Sakel bemerkte, dass nach diesem Zwischenfall das Verlangen der Patientin nach Morphium nachließ. Er begann alle Patienten mit Insulin zu behandeln. Über seine Erfahrungen berichtete Sakel 1930 in mehreren Zeitschriftenaufsätzen.
Nach der Machtergreifung ging Sakel zurück nach Wien, wo er im Oktober 1933 an der Universitätsklinik begann, schizophrene Patienten mit durch Insulin ausgelösten, mit Krampfanfällen verbundenen hypoglykämischen Schocks zu behandeln. Im Frühjahr 1935 erschien die Monographie "Neue Behandlungsmethode der Schizophrenie", welche eine Zusammenstellung einer umfangreichen Artikelserie in der Wiener medizinischen Wochenschrift darstellte. Im Vorwort schreibt der Leiter der psychiatrischen Uniklinik Wien Otto Pötzl, dass die Resultate zwei- bis dreimal besser seien als die optimistischsten Statistiken über unbehandelte Verläufe der Schizophrenie.
1936 reiste Sakel in die USA, wo die Insulin-Koma-Therapie eine weite Verbreitung fand. 
Sakel starb 1957 in New York.
Er wurde auch neun Mal für den Medizinnobelpreis nominiert.